# Левицкий, Дмитрий Григорьевич
Дми́трий Григо́рьевич Леви́цкий (между 13 [24] мая и 17 [28] мая 1735, Киев — 4 [16] апреля 1822, Санкт-Петербург) — русский живописец, крупнейший петербургский портретист екатерининского классицизма. Академик (с 1770), руководитель портретного класса (1771—1787) и член совета Императорской Академии художеств.

## Биография
Родился в 1735 году в Киеве. Сын православного священника, гравёра и живописца Григория Кирилловича Левицкого. Учился изобразительному искусству у отца и у живописца А. П. Антропова (с 1758 года). Участвовал вместе с отцом в росписи Андреевского собора в Киеве (середина 1750-х годов). Около 1758 года Левицкий переехал в Санкт-Петербург. Учился в Императорской Академии художеств у Антропова, а также посещал классы Л. Ж-Ф. Лагрене, Дж. Валериани. Испытал влияние творческой манеры Дж.-Б. Лампи Старшего.
В 1770 году Левицкий выставил несколько портретов своей работы в Академии художеств, и этим привлёк к себе всеобщее внимание. В том же году за портрет архитектора А. Ф. Кокоринова 35-летний Левицкий получил звание академика (действительного члена) Императорской академии художеств. Начиная со следующего года преподавал в Академии (1771—1788), руководил её портретным классом. Был избран членом совета Академии (1786). Вышел в отставку (1788), но через девять лет (1807) вновь занял место в Совете, и оставался его членом до конца жизни.
Оказал сильное влияние на становление художников П. И. Соколова, В. Л. Боровиковского, Л. С. Миропольского и Г. И. Угрюмова.
Масон, в конце 1797 года посвящён А. Ф. Лабзиным в первые три масонские степени по поручительству Н. И. Новикова. Затем входил в петербургскую ложу «Умирающий сфинкс» А. Ф. Лабзина. По настоянию последнего в 1807 году вновь стал членом совета Академии художеств.
Портреты Левицкому заказывали многие представители русского высшего общества, и даже сама императрица Екатерина II. В сохранившихся счетах «по комнатной сумме» (т. е. собственных расходов) императрицы имя Левицкого упоминается неоднократно: «Живописцу Левицкому за два портрета Ея Императорского Величества — 1000 рублей» (1773), «Живописцу Левицкому за портрет короля Прусского — 800 рублей» (1778), «Живописцу Левицкому за большой Наш (т. е. Екатерины II) портрет — 1000 рублей» (1778). По курсу того времени речь шла об огромных суммах. Левицким было создано несколько различных портретов Екатерины Второй, из которых особенно известен портрет 1783 года «Екатерина II — законодательница в храме богини Правосудия», вдохновивший Гавриила Державина на написание оды «Видение мурзы».
В Санкт-Петербурге в 1792—1822 годах проживал на Съездовской линии Васильевского острова (современный адрес: Кадетская линия, дом 23).
Скончался в 1822 году в Санкт-Петербурге и был похоронен на Смоленском православном кладбище; могила была утеряна ещё в XIX веке.
Жена — Анастасия Яковлевна Левицкая (1744—10.05.1832), пережила мужа, умерла в Петербурге в возрасте 88 лет, похоронена на Смоленском православном кладбище. У супругов был единственный ребенок — дочь Агафья. Художником были выполнены портреты жены и дочери.

## Творчество
Уже в ранних работах показал себя первоклассным мастером парадного портрета, способным найти выразительную позу и жест, сочетать интенсивность цвета с тональным единством и богатством оттенков (портреты купца Н. Сезёмова, 1770; П. Демидова, 1773). Известный богач Прокофий Анкифьевич Демидов изображен им во весь рост, на большом холсте, на фоне величавой архитектуры, в домашнем шлафроке (портрет П. А. Демидова, 1773).
Граф Артемий Иванович Воронцов (1748—1813) заказал Левицкому портреты членов своей семьи. Портреты А. И. Воронцова, его супруги П. Ф. Воронцовой и их дочерей Екатерины, Анны, Марии, Прасковьи (1780-е годы, Государственный Русский музей, Санкт-Петербург) предназначались для семейной портретной галереи в новом особняке Воронцовых в Санкт-Петербурге. В камерных по характеру портретах художник выделил особенности физического и духовного облика каждого члена семьи.
В 1780-х годах художник создал целую портретную галерею деятелей русской культуры (Н. Львов, Н. Новиков, А. Кокоринов и др.). Особой теплотой отличаются интимные портреты Левицкого, созданные в период расцвета творчества художника (середина 1770-х — начало 1780-х). Ещё в 1773 году мастер исполнил портрет Д. Дидро , поражавший современников своей жизненной убедительностью, исключительной правдивостью в воссоздании облика философа. Одно из лучших созданий Левицкого — портрет молодой М. Дьяковой (1778), поэтичный, жизнерадостный, написанный в богатой гамме тёплых тонов.
Важной вехой в творчестве Левицкого стал серия портретов «смолянок» — воспитанниц Смольного института благородных девиц, написанная в 1773—1776 годах. Сегодня все портреты из этой серии находятся в собрании Государственного Русского музея в Санкт-Петербурге.

## Галерея
- Императрица Екатерина II, 1787, Ульяновский областной художественный музей
- Владелец уральских заводов Прокофий Акинфиевич Демидов (портрет из Опекунской серии), 1773, Государственная Третьяковская галерея (ГТГ), Москва
- Смолянки Феодосия Степановна Ржевская и Настасья Михайловна Давыдова, 1772 (?), Государственный Русский музей (ГРМ), Санкт-Петербург
- Смолянки Екатерина Николаевна Хрущова и Екатерина Николаевна Хованская, 1773, ГРМ
- Архитектор Александр Филиппович Кокоринов, 1769, ГРМ
- Генерал-фельдмаршал Николай Васильвич Репнин, 1792, Национальный художественный музей Украины
- Генерал-фельдмаршал Александр Александрович Прозоровский, 1779, частное собрание (приписывается).
- Генерал-фельдмаршал Валентин Платонович Мусин-Пушкин, Музей-заповедник «Павловск»
- Генерал-фельдмаршал по флоту Иван Григорьевич Чернышёв, Музей-заповедник «Павловск»
- Генерал-фельдмаршал по флоту Иван Логгинович Кутузов, ок. 1800, Государственный исторический музей, Москва
- Портрет священника (Григорий Левицкий, отец художника?), 1779, ГТГ
- Священник Пётр Левицкий, брат художника, 1812, ГТГ
- Анастасия Яковлевна Левицкая, супруга художника, ГРМ
- Агафья Дмитриевна Левицкая (Агаша), дочь художника, в русском костюме. 1785, ГТГ
- Аритектор Николай Александрович Львов, конец 1770-х, Государственный литературный музей, Москва
- Основатель Московского университета Иван Иванович Шувалов, Музей-заповедник «Павловск»
- Фаворит Екатерины II Александр Дмитриевич Ланской, 1782, ГРМ
- Генерал-губернатор Малороссии, генерал-аншеф Михаил Никитич Кречетников, 1780-е, Государственный Эрмитаж
- Цесаревич Павел Петрович (будущий император Павел I) в мундире Лейб-Кирасирского Наследника Цесаревича полка, 1780-е, Музей-усадьба «Кусково»
- Сенатор Иван Владимирович Лопухин в сенатском мундире, 1802, ГТГ
- Погибший при Штурме Измаила бригадир Иван Степанович Рибопьер
- Погибший в бою с поляками Т. Костюшко полковник Евстафий Иванович Пальменбах, 1790-е, Одесский художественный музей
- Губернатор четырёх губерний Алексей Петрович Мельгунов, Музей-заповедник «Павловск»
- Дени Дидро, 1773, Женевский музей искусства и истории
- Николай Иванович Новиков, ок. 1797, ГТГ

### Другие работы
- «Смолянки» (серия портретов)
- «Опекунская серия»
- «Екатерина II – законодательница в храме богини Правосудия»

## Память
- На монетах и почтовых марках
- Памятная монета России, 1994 год
- Почтовая марка СССР, 1972 год
Портрет Н. И. Новикова
- Почтовая марка России, 2010 год: 
 Автопортрет
- Почтовая марка России, 2010 год: 
 Портрет Г.И. Алымовой